# ボードウォーク・ホール
ボードウォーク・ホール（Boardwalk Hall）は、アメリカ合衆国ニュージャージー州アトランティックシティにある多目的アリーナ。正式名称はアトランティックシティ・コンベンション・ホール。14,770人収容のアリーナと3,000人収容のダンスホールで構成されている。

## 概要
1926年に完成。1987年にはアメリカ合衆国国定歴史建造物に指定され、2006年から2013年を除き毎年、ミス・アメリカが開催され、多くの美女たちがこの舞台から誕生した。そのため、ホールの横にはかつての司会者バート・パークスの銅像が立てられている。
1929年に建造が開始され、1932年に完成した世界最大のパイプオルガンがあり、ギネス世界記録に掲載されている。
1964年には民主党全国大会が開催されたほか、スポーツでもバスケットボール、ボクシングの世界タイトルマッチ、プロレスでは1989年にWWFのレッスルマニアVなどが行われた。また、1996年のフェドカップ決勝の舞台になった。
その他アトランティック10カンファレンス男子バスケットボールトーナメントやECACホッケー選手権、ECHLのホームアリーナとしても使用されたほか、2012年にはAHLオールスタークラシックが開催された。2019年にはアリーナ・フットボール・リーグのアトランティックシティ・ブラックジャックスが本拠地とした。

## ザ・ボールルーム
ザ・ボールルーム・アット・ボードウォーク・ホール(The Ballroom at Boardwalk Hall)は収容人数1,000～3,000人の小規模会場である。社交ダンスの他に披露宴や会議、小規模ボクシング興行で利用される。